# Coton
Pour les articles homonymes, voir Coton (homonymie).
 (juin 2018).
Si vous disposez d'ouvrages ou d'articles de référence ou si vous connaissez des sites web de qualité traitant du thème abordé ici, merci de compléter l'article en donnant les références utiles à sa vérifiabilité et en les liant à la section « Notes et références ».

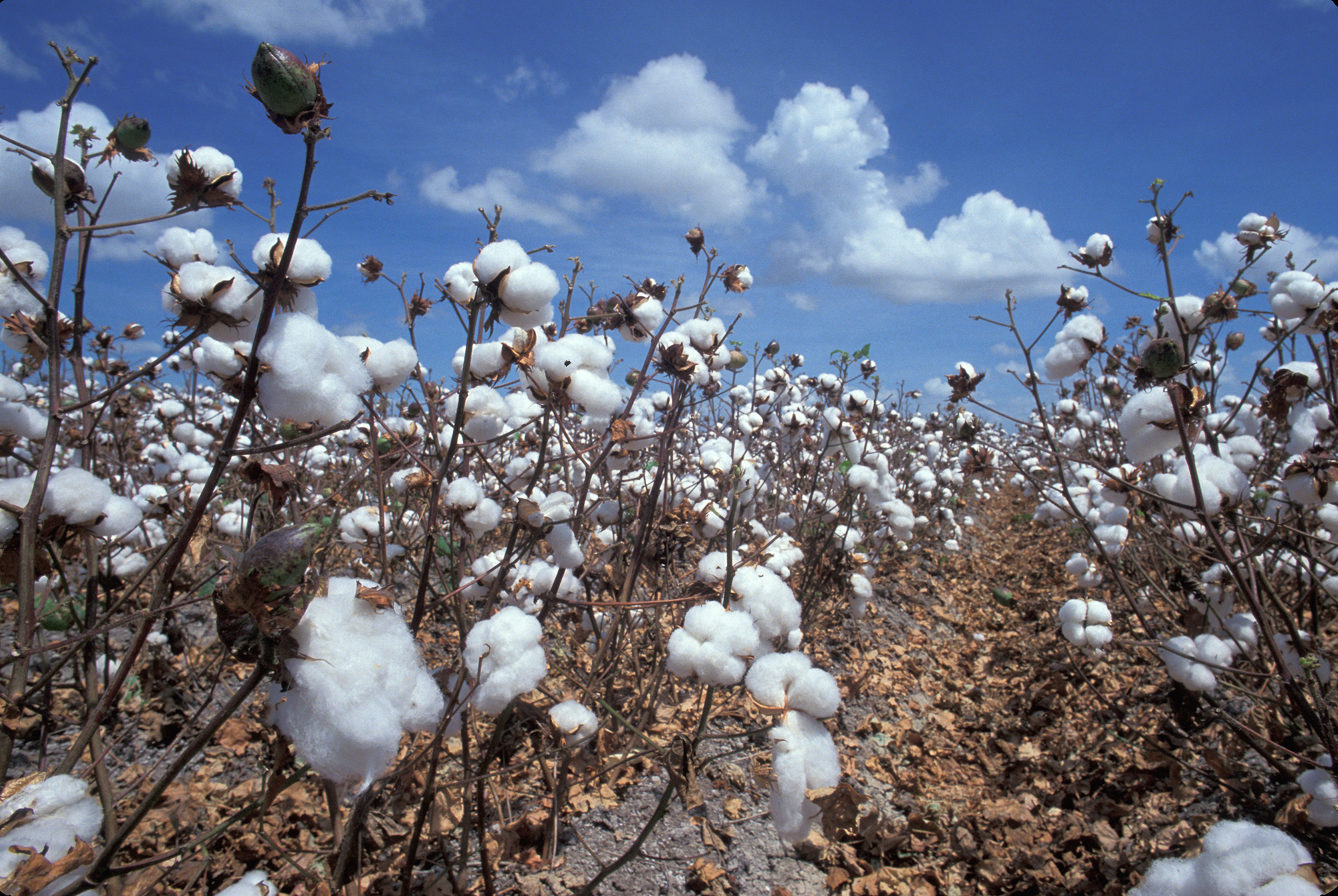
Coton, préparé pour une récolte mécanisée par un défanage chimique (généralement par du méthanearséniate monosodique, qui est une source durable et croissante de pollution des champs de coton par l'arsenic.

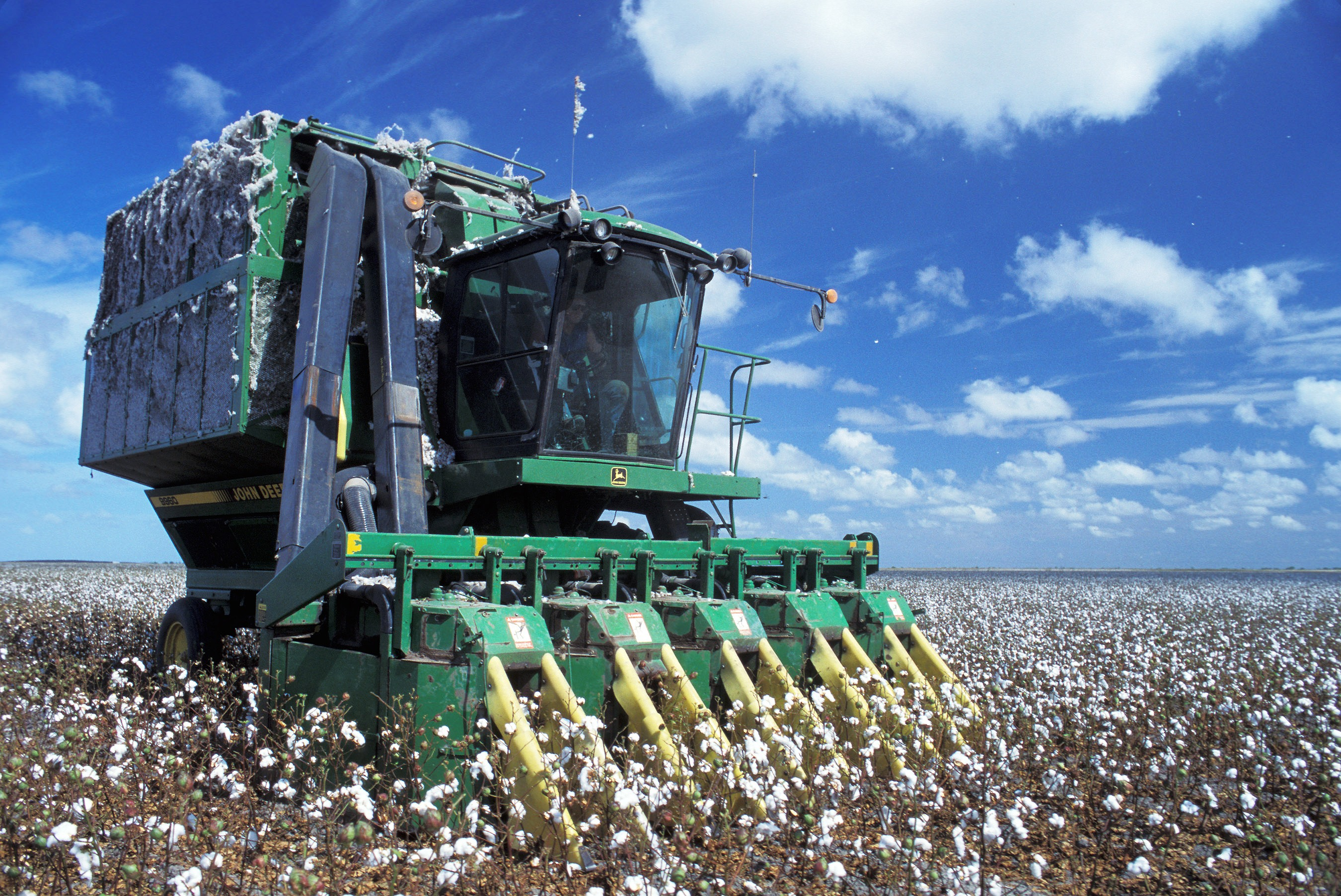
Machine à récolter le coton, qui a remplacé le travail fastidieux de millions d'ouvriers agricoles.

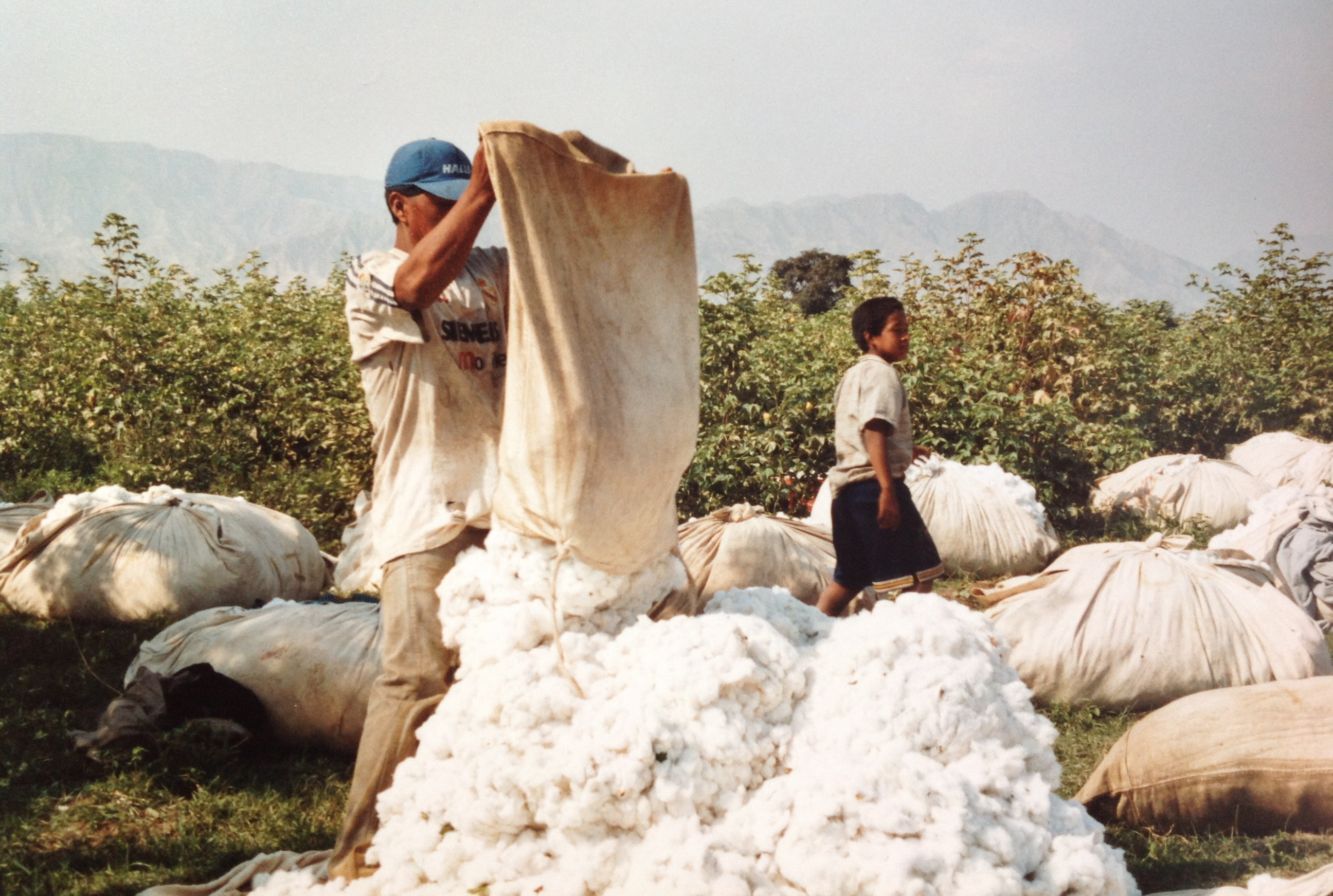
Récolte du coton au Pérou en 2003.

Le coton est une fibre végétale qui entoure les graines des cotonniers « véritables » (Gossypium sp.), arbustes de la famille des Malvacées. Cette fibre, constituée de cellulose presque pure, est généralement transformée en fil qui est tissé pour fabriquer des tissus. Le coton est la fibre naturelle la plus produite dans le monde, principalement en Chine et en Inde. Depuis le XIXe siècle, il constitue, grâce aux progrès de l'industrialisation et de l'agronomie, la première fibre textile du monde (près de la moitié de la consommation mondiale de fibres textiles).

## Botanique

### Plante
Herbacé ou ligneux, le cotonnier pousse dans les régions tropicales et subtropicales arides.
Le cotonnier sauvage (« coton pérenne ») vit une dizaine d'années et peut mesurer jusqu'à dix mètres.
En culture, on limite sa taille à un ou deux mètres pour faciliter le ramassage du coton et il est généralement exploité sous la forme de plante annuelle. À la floraison apparaissent de grandes fleurs blanches ou jaunes à cinq pétales, sans odeur notable. Ensuite des capsules aux parois épaisses et rigides se développent. Lorsqu'elles s'ouvrent, elles laissent s'échapper des graines et des bourres de coton recouvertes d'une houppe de fibres blanche et soyeuses pouvant mesurer entre deux et cinq centimètres de long selon les variétés. En moyenne, le fruit du cotonnier se compose de 55 % de graines, 40 % de fibres et 5 % de déchets.
On en extrait les fibres, qui sont utilisées notamment pour produire des étoffes.

### Espèces et variétés
Les espèces de cotonniers les plus connues sont Gossypium arboreum et Gossypium herbaceum. Ces deux formes de cotonnier à fibres courtes ont donné naissance à de nombreuses variétés, mais ne sont presque plus exploitées en tant que telles, car leurs fibres sont trop courtes.
Gossypium barbadense, cotonnier d'origine péruvienne, compte pour environ 6 % de la production mondiale de fibres. Sa culture a été notamment introduite en Égypte et produit, aujourd'hui au travers de la qualité « Jumel », l'un des meilleurs cotons du monde sur le plan de la qualité et de la longueur de fibres.
Gossypium hirsutum qui représente environ 81,5 % de la production mondiale de fibres est également originaire d'Amérique du Sud.

### Culture

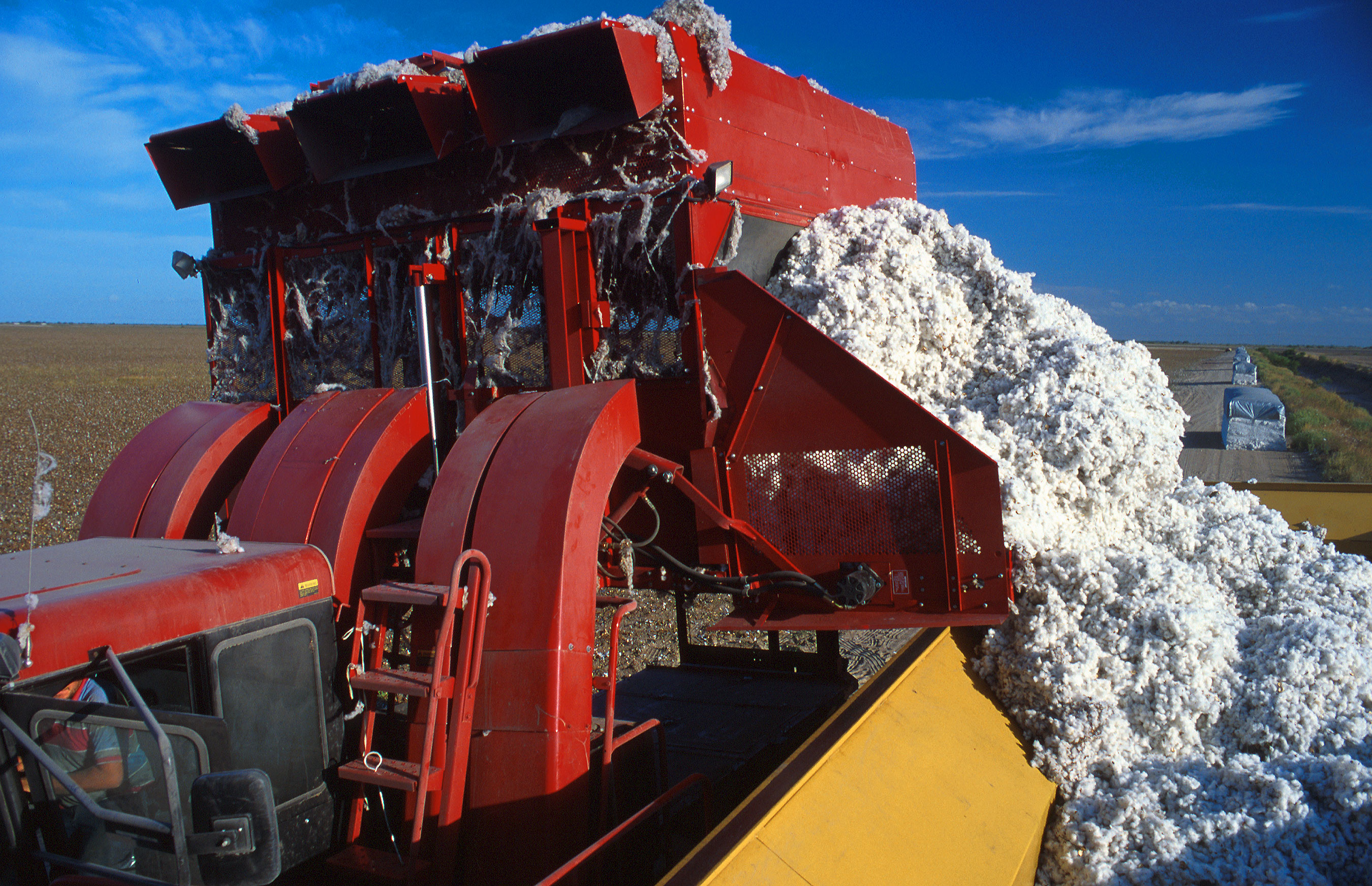
Récolte du coton au Texas.

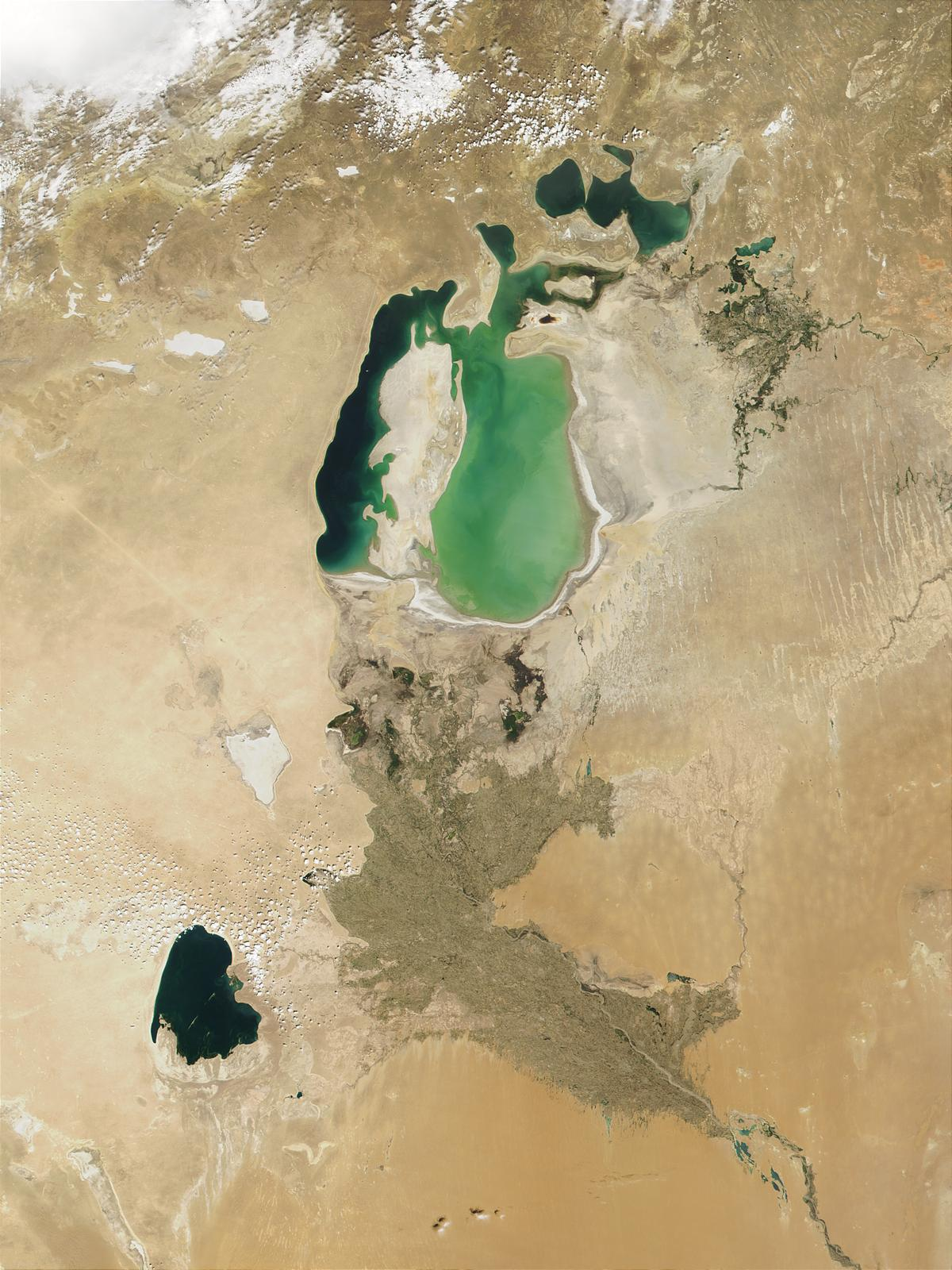
La mer d'Aral victime du détournement de l'eau des fleuves qui l'alimentaient par l'irrigation de la culture intensive des champs de coton (2001).

La culture du cotonnier nécessite une saison végétative longue, beaucoup de soleil et un total de 120 jours arrosés pour assurer la croissance puis un temps sec en fin de cycle végétatif pour permettre la déhiscence des capsules et éviter le pourrissement de la fibre. Ces conditions climatiques se rencontrent généralement sous les latitudes tropicales et subtropicales. Le cotonnier supporte les climats tempérés à condition qu'il ne gèle pas.
La culture du cotonnier est majoritairement pluviale (Afrique subsaharienne, une grande partie des cultures des États-Unis, de l'Inde, de la république populaire de Chine). La culture pluviale est théoriquement possible dès 400 mm de précipitations annuelles. Pourtant, dans les faits, le cotonnier ne peut être cultivé sans irrigation qu'avec une pluviométrie supérieure à 700 mm/an, afin de pallier la variabilité interannuelle des pluies et les irrégularités de leur distribution. Ainsi, 40 % des surfaces cultivées en coton (Égypte, Ouzbékistan, Pakistan, Syrie) sont irriguées.
Pour lutter contre les parasites du cotonnier, et pour défaner chimiquement le cotonnier avant récolte (au méthanearséniate monosodique en général), les cultivateurs des États-Unis ont longtemps utilisé et utilisent encore une grande quantité de pesticides contenant de l'arsenic (arséniate de plomb autrefois et composés organoarsenicaux aujourd'hui), ce qui a contribué à une pollution et une dégradation croissante des sols dans les régions de grande culture du cotonnier (Louisiane par exemple).
Les producteurs de cotonnier bio n'utilisent pas ces produits, mais ont une production moindre et plus coûteuse en main-d'œuvre.
Les variétés de cotonniers asiatiques sont Gossypium arboreum et Gossypium herbaceum, les cotonniers américains sont Gossypium hirsutum et Gossypium barbadense.

## Histoire

### Dans l'ancien monde
Dans la haute Antiquité, la présence du coton est attestée en Mésopotamie à la fois par des sources écrites et par l'archéologie. Cette dernière révèle la présence de cette plante dans la péninsule Arabique. Théophraste l'évoque à Bahrein et dans le golfe persique. On suit son développement en Nubie (Stèle d’Ezana, 325-356), dans des oasis égyptiennes du IIe – IVe siècle. Il se fait rare dans l'antiquité tardive. Les sources antiques s'arrêtent au Ve siècle, mais le coton continue sa progression pour conquérir l’Asie centrale du IIIe au VIIIe siècle. Il réapparaît discrètement en Égypte au VIIIe siècle à la faveur de la conquête arabe où il est nommé al-quṭun. Il est alors à la périphérie du monde arabe et musulman mais il se développe en Iran puis dans tout le monde musulman.
Au Xe siècle, le dernier territoire musulman à le cultiver est Al Andalus, à Séville, Málaga et Cadix. Le calendrier de Cordoue (‘Arīb ibn Sa‘d) indique qu'il est semé en mars. C'est l'époque où Ibn Waḥšiyya traduit en arabe l'ouvrage « l’Agriculture nabatéenne » composé entre le IIIe et le Ve siècle. Cet ouvrage nous informe que le coton planté à la forme d'un arbuste de la taille d'un homme, que le coton « Ses branches sont fines et le coton se trouve dans des capsules rondes qui, fendues, donnent le coton. Il est semé fin avril (nīsān) et arrive à maturité fin juillet (ḥazīrān). On peut retarder sa plantation jusqu’à la mi-mai (ayyār). Les gens des basses terres avancent sa plantation à début avril et ils le récoltent en juillet (tammūz) et août (āb). ».
Cependant, la production de la péninsule ibérique et de l'Afrique du nord était réduite alors qu'en parallèle se développait une industrie textile locale qui influença la production chrétienne à Barcelone avec l'apparition des tissus à bas coûts (fustians) ce qui implique un développement des routes commerciales catalanes vers le nord de l’Afrique, la Sicile et l'Égypte. « Parmi les tissus anciennement célèbres à Barcelone, les plus importants étaient ceux en coton. Les fabricants de ce type d'étoffe, qui à partir du XIIIe siècle formaient une corporation, préparaient et tissaient le coton pour tisser différentes étoffes, notamment pour la confection de voiles. Cette branche de l’industrie donnait lieu à des transactions commerciales très importantes dans cette ville ».
En parallèle, en Italie, le coton cultivé par les arabes en Sicile pénètre vers le nord de la péninsule à la faveur de la conquête normande de l'Italie du Sud, il était connu en Lombardie et à Venise dès le XIVe siècle même si les tissus en coton importés d'orient avaient meilleure réputation que ceux de Sicile. Cependant à cause de la rareté du coton en Europe, il était intéressant d'en contrôler la production, ce que réalisa la république de Gênes lors d'un pacte avec Guillaume Ier de Sicile. Les Génois réexportaient le coton vers l'Espagne et l'Afrique du Nord. Le marché s'étendit avec les villes de Venise, Florence, Pérouse, Bologne. Marseille, Montpellier, Saint Gilles et Cahors prirent leur part à ce marché pour la France.

### La Renaissance

#### La production indienne

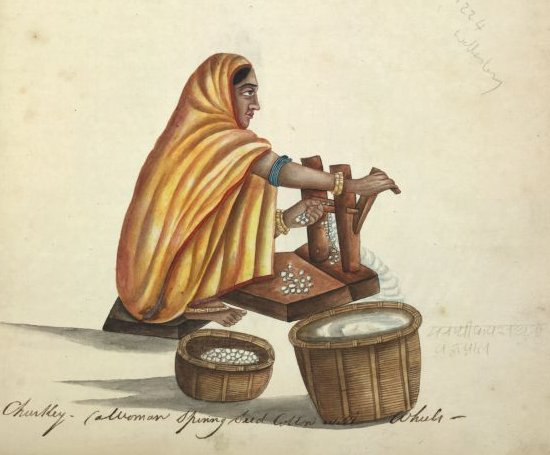
Femme indienne égrainant le coton

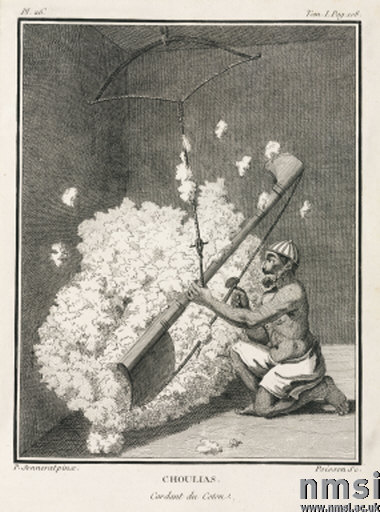
Gravure montrant un travailleur indien en train de carder (Dhunuri) du coton (c. 1774-1781).

L'Inde a été un exportateur de tissus en coton dès l'antiquité. Des sources comme Marco Polo, qui se rendit en Inde au XIIIe siècle, les pèlerins chinois aux sanctuaires bouddhistes indiens, Vasco de Gama, qui se rendit à Calcula en 1498 et Tavernier qui visita l'Inde au XVIIe siècle témoigne de la grande qualité des tissus indiens. Jean Chardin décrit au XVIIe siècle les grandes exploitations cotonnières de Perse.
La séparation des grains de coton de la fibre est mécanisée au moyen d'une vis-sans-fin puis d'une manivelle en Inde durant le sultanat de Delhi du XIIIe et XIVe siècles et se généralisa dans l'empire moghol vers le XVIe siècle et perdure au XXIe siècle,. La production de coton, la machine à tisser dans les villages et le transport des pelotes pour être tissées se développa par la diffusion de la roue à tisser peu avant l'explosion de la demande mongole. Ces améliorations techniques supposèrent un grand développement de la production textile dans l'empire moghol.
Du début du XVIe siècle jusqu'au début du XVIIIe siècle la production de coton indien augmenta tant pour le coton brut que pour les textiles manufacturés. Les moghols réalisèrent des réformes agraires pour augmenter les revenus, favoriser les cultures et plus haute rentabilité comme le coton et l'indigo, avec des aides d'état pour ces derniers qui s'ajoutaient à une augmentation de la demande.

#### Les exportations mogholes
La principale industrie de l'empire moghol était le textile de coton, qui incluait des toiles en gros, les calicots et les mousselines, disponibles en brut ou colorées. L'industrie textile était le principal commerce international de l'empire, l'Inde représentant jusqu'à 25 % de la production textile mondiale au début du XVIIIe siècle. Le coton indien était le bien manufacturé le plus important du commerce mondial du XVIIIe siècle, consommé depuis l'Amérique jusqu'au Japon. Le principal centre de production du coton était le Subah du Bengale et particulièrement sa capitale Daca.
Les tissus indiens dominaient le commerce de l'océan Indien et Atlantique durant des siècle, représentant jusqu'à 38 % du commerce de l'Afrique occidentale au début du XVIIIe siècle. Il était également très exporté vers le golfe persique où se développa une industrie basée sur la matière première indienne. Ormuz, alors colonie portugaise, se transforma en un important comptoir commercial.
50 % des importations textiles La compagnie néerlandaise des Indes orientales (1610-1757) venait du Bengale vers l'Europe, l'Indonésie, le Japon avec des routes commerciales via les territoires islamiques qui arrivaient jusqu'en Asie centrale, où les tissus étaient nommés « daka »,

### Aux Amériques

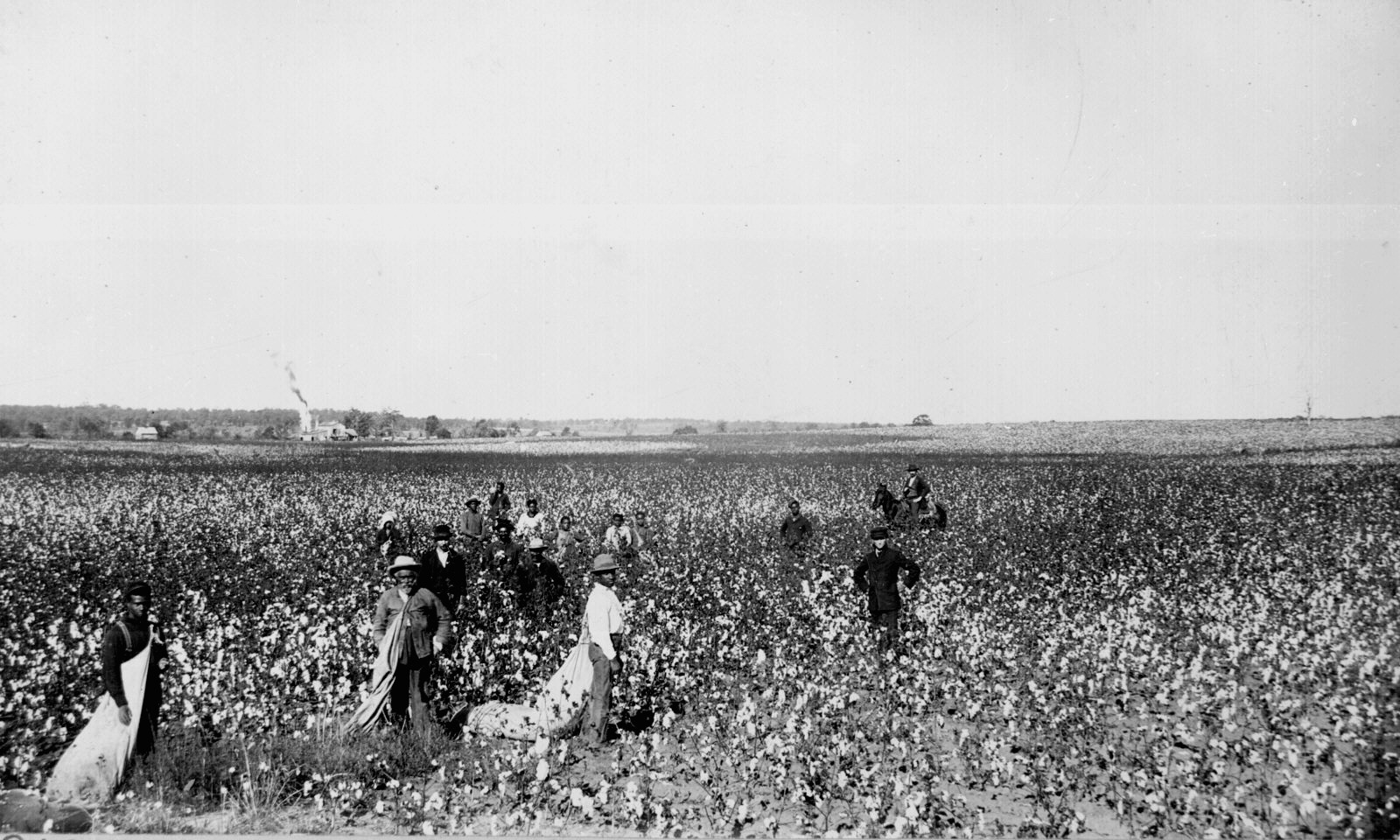
Récolte manuelle du coton, Oklahoma, dans les années 1890.

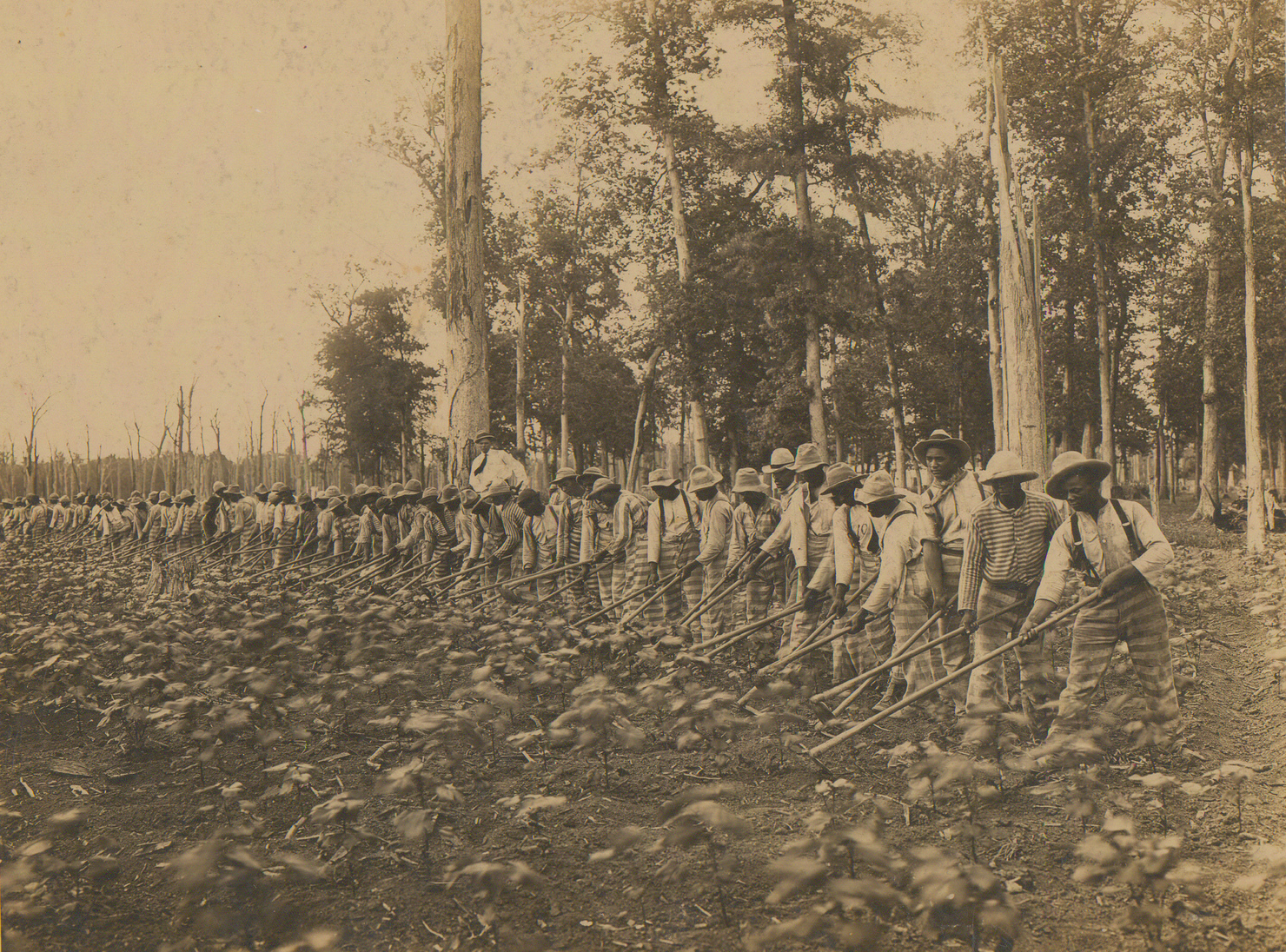
Utilisation de prisonniers (du pénitencier d'État du Mississippi) pour la culture du coton (1911).

Le coton est utilisé pour fabriquer des vêtements légers depuis des millénaires dans les régions au climat tropical. L'on a trouvé des fragments de coton datant d'il y a environ 7 000 ans dans des grottes de la vallée du Tehuacán, au Mexique.
Du coton naturellement coloré datant de plus de 5 000 ans a été découvert sur la côte nord du Pérou. Le coton est en effet cultivé en Inde depuis plus de 3 000 ans et le Rig-Veda, écrit en 1500 av. J.-C. le mentionne. Mille ans plus tard, le Grec Hérodote mentionne le coton indien : « Là-bas il y a des arbres qui poussent à l'état sauvage, dont le fruit est une laine bien plus belle et douce que celle des moutons. Les Indiens en font des vêtements. »
À la fin du XVIe siècle, le coton, dont le nom vient de l'arabe (al qutun) via le castillan (« algodón »), s'est répandu dans les régions plus chaudes en Amérique, Afrique et Eurasie[pas clair]. L'artisanat cotonnier en Inde profite ensuite de vogue pour les « Indiennes », livrée à l'état brut puis imprimées en Suisse puis en France.
La révolution industrielle britannique a commencé par des inventions qui ont permis une productivité centuplée[Depuis quand ?] et la multiplication par 44[Depuis quand ?] du nombre d'ouvriers cotoniers : en 1764, James Hargreaves construit la première machine à filer industrielle à plusieurs fuseaux baptisée « Spinning Jenny ». Quelques années plus tard, Richard Arkwright inventa la machine à peigner et à filer, et c’est finalement Samuel Crompton qui fit la synthèse de ces deux métiers en 1779 en créant le mule-jenny (mulet) à la productivité environ quarante fois plus élevée que le rouet.
En 1793 dans l'État de Géorgie, l'Américain Eli Whitney invente le cotton gin, une machine égreneuse qui permet de séparer la graine du coton de sa fibre. En 1801, Jacquard mit au point l'un des premiers métiers à tisser automatiques, le métier Jacquard, fonctionnant avec de grandes cartes perforées qui permettaient la réalisation de motifs variés.
En Inde, lorsque l'Angleterre met fin à la révolte des cipayes en 1858, elle cesse d'importer du coton.[pas clair] Le second débouché du coton indien était essentiellement chinois. Le tissage reprendra sous l'influence du Mahatma Gandhi.
Le coton reste largement utilisé dans le monde mais depuis le début du XXIe siècle il est largement dépassé[réf. souhaitée] par les fibres synthétiques.

## Économie

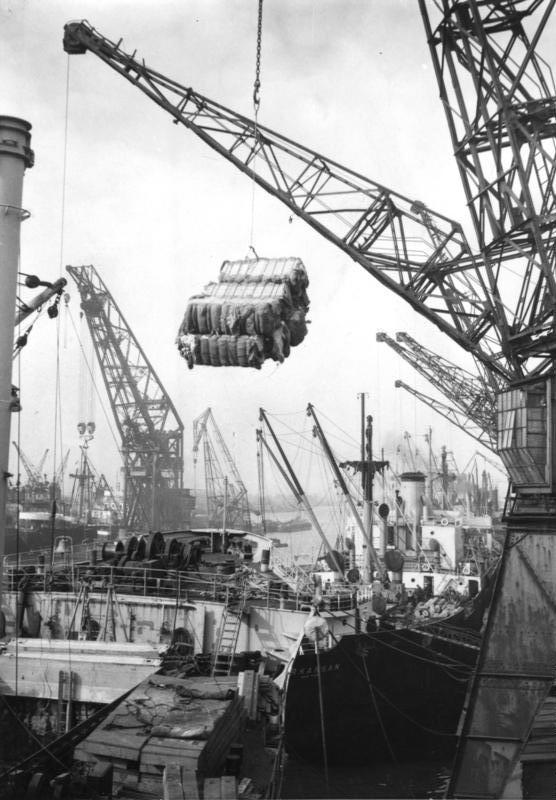
Le coton est l'un des produits dont le commerce a contribué à la mondialisation de l'économie (livraison de coton des États-Unis dans le port de Brême (Allemagne), mars 1949).

### Économie internationale
Alors que les États-Unis restent le premier exportateur de coton au monde, en 2012/13, la politique chinoise dans le secteur cotonnier a commencé à avoir une emprise de plus en plus importante sur les marchés mondiaux du coton, les réserves chinoises représentant 63 % des stocks mondiaux. Actuellement, la Chine fournit le niveau de soutien au secteur cotonnier le plus élevé dans l’ensemble, mais c'est l’UE qui fournit le plus haut niveau de soutien par tonne de production.
Production de coton des principaux pays en 2019
| 1                | Chine       | 23 504 576 |
| 2                | Inde        | 18 550 000 |
| 3                | États-Unis  | 12 955 868 |
| 4                | Brésil      | 6 893 340  |
| 5                | Pakistan    | 4 494 645  |
| 6                | Ouzbékistan | 2 694 408  |
| 7                | Turquie     | 2 200 000  |
| 8                | Australie   | 1 627 062  |
| 9                | Mexique     | 916 984    |
| 10               | Argentine   | 872 721    |
| Source : FAOSTAT |             |            |

| Pays              | Production 2003/04 |
| Total mondial     | 20 485             |
| ----------------- | ------------------ |
| Chine             | 4 870              |
| États-Unis        | 3 975              |
| Inde              | 2 924              |
| Pakistan          | 1 734              |
| Pays de l'ex-URSS | 1 691              |
| Brésil            | 1 242              |
| Turquie           | 950                |
| Australie         | 498                |
| Union européenne  | 449                |
| Côte d'Ivoire     | 280                |
| Argentine         | 108                |

| Total mondial    | 7 696  |
| Pays             | Stocks |
| ---------------- | ------ |
| Chine            | 3 115  |
| Inde             | 786    |
| États-Unis       | 577    |
| Ex-URSS          | 569    |
| Pakistan         | 402    |
| Brésil           | 355    |
| Union européenne | 257    |
| Argentine        | 212    |
| Australie        | 154    |
| Turquie          | 138    |
| Japon            | 117    |

| Total mondial    | 6 209       |
| Pays             | Exportation |
| ---------------- | ----------- |
| États-Unis       | 1 687       |
| Ex-URSS          | 1 638       |
| Union européenne | 324         |
| Pakistan         | 315         |
| Australie        | 305         |
| Argentine        | 296         |
| Mali             | 152         |
| Bénin            | 139         |
| Syrie            | 126         |
| Chine            | 62          |
| Soudan           | 49          |

| Total mondial    | 6 119       |
| Pays             | Importation |
| ---------------- | ----------- |
| Chine            | 1 156       |
| Union européenne | 1 038       |
| Ex-URSS          | 547         |
| Indonésie        | 470         |
| Brésil           | 435         |
| Japon            | 330         |
| Corée du Sud     | 321         |
| Thaïlande        | 320         |
| Turquie          | 100         |
| États-Unis       | 82          |

Chiffres FAO 1995, en milliers de tonnes

#### Production 2020/2021
La production mondiale de coton en 2021 s'élève à 24 319 tonnes réparties comme suit :
| Production mondiale de coton | Production mondiale de coton | Production mondiale de coton | Production mondiale de coton | Production mondiale de coton |
| ---------------------------- | ---------------------------- | ---------------------------- | ---------------------------- | ---------------------------- |
| Pays                         |                              |                              | Tonnes métriques             |                              |
| Inde                         | Inde                         |                              | 6 423                        | 6 423                        |
| Chine                        | Chine                        |                              | 6 009                        | 6 009                        |
| autres                       | autres                       |                              | 4 132                        | 4 132                        |
| Etats-Unis                   | Etats-Unis                   |                              | 3 181                        | 3 181                        |
| Brésil                       | Brésil                       |                              | 2 353                        | 2 353                        |
| Pakistan                     | Pakistan                     |                              | 0980                         | 0980                         |
| Turquie                      | Turquie                      |                              | 0631                         | 0631                         |
| Australie                    | Australie                    |                              | 0610                         | 0610                         |
| - Source : Statista          |                              |                              |                              |                              |

### Le coton en Asie

#### Le coton en Inde
Le coton se cultive dans le sous-continent indien depuis plus de cinq mille ans. Le climat chaud et humide s'y prête, cette culture exigeant des températures supérieures à 15 °C durant la plus grande partie de son cycle. C'est dans les États du centre de la république de l'Inde (Maharashtra, Gujerat et Tamil Nadu) qu'elle est particulièrement développée, le pays produisant en 1992 un total de 1 617 000 tonnes de fibres de coton par an.
La variété la plus courante est celle du coton herbacé. Après floraison, l'ovaire de la plante se transforme en une capsule contenant 20 à 50 graines, chacune entourée de 10 000 fibres de coton. Ces fibres sont isolées, pressées en balles et enfin cardées, filées ou peignées. Réservées à la fabrication des bougies, les premières mèches de coton apparaissent en Angleterre en 1298. Mais l'utilisation industrielle du coton indien ne démarre qu'au XIXe siècle, après l'invention des métiers à tisser automatiques.
Les premières filatures s'installent à Bombay. Tout d'abord prospère, cette industrie est freinée par les colons britanniques qui préfèrent envoyer du coton brut en Angleterre et le faire transformer dans les ateliers de tissage du Lancashire. Le boycott des produits manufacturés anglais et un appel en faveur du tissage local font partie du « programme de non-coopération » que lance Gandhi en 1920. Depuis son indépendance en 1947, la république de l'Inde a relancé son industrie textile. Aux colorants naturels se substituent les bains chimiques, sources de pollution. Aujourd'hui, l'Inde produit douze mètres de coton tissé par habitant et compte au nombre des principaux pays exportateurs derrière, notamment, les États-Unis et la Chine. L'Inde cultive de plus en plus de coton biologique en raison d'une demande croissante des consommateurs européens et américains.

#### Le coton en Ouzbékistan

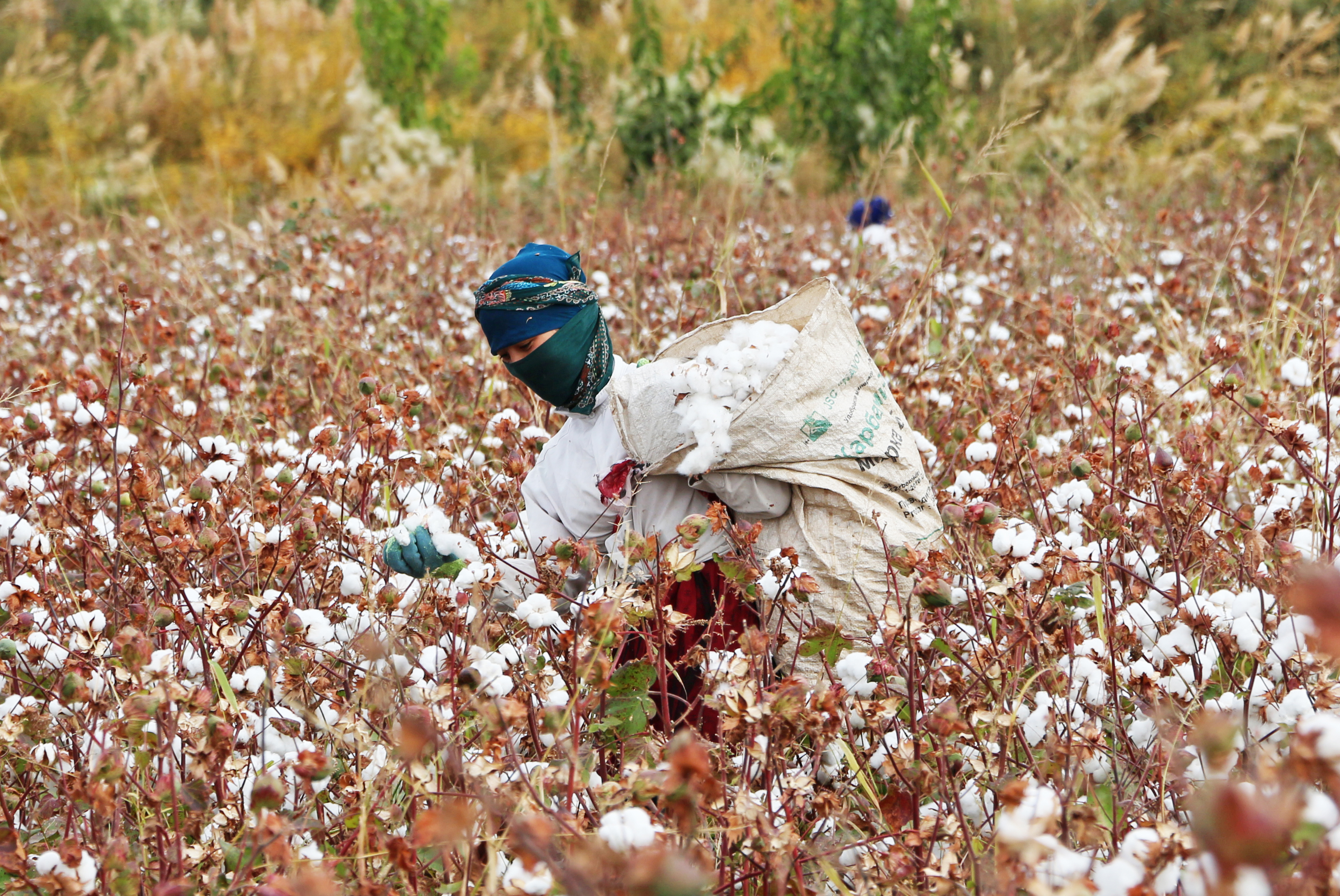
Récolte du coton en Ouzbékistan

La culture du coton est une ressource économique importante pour l'Ouzbékistan, premier producteur et exportateur de coton de l'ex-URSS. Les producteurs de ce pays ont été accusés d'utiliser pour la récolte le travail forcé des enfants (sous un soleil accablant, pour des rémunérations dérisoires). Malgré les pressions internationales et les interdictions formelles du gouvernement ouzbek d'utiliser le travail des enfants, il apparaît que la réalité sur le terrain reste inchangée.
Le 15 mars 2020, le gouvernement Ouzbek, libéralise entièrement la culture du coton. Les agriculteurs ne seront plus obligés de cultiver du coton, et le travail forcé devrait être remplacé par une mécanisation des récoltes.
Il est fréquent que l'origine du coton ouzbek soit camouflée par certaines usines en Asie.
Cette production intensive du coton a d'ailleurs été la cause du désastre écologique de la mer d'Aral, dans les années 1960.

### Le coton en Afrique

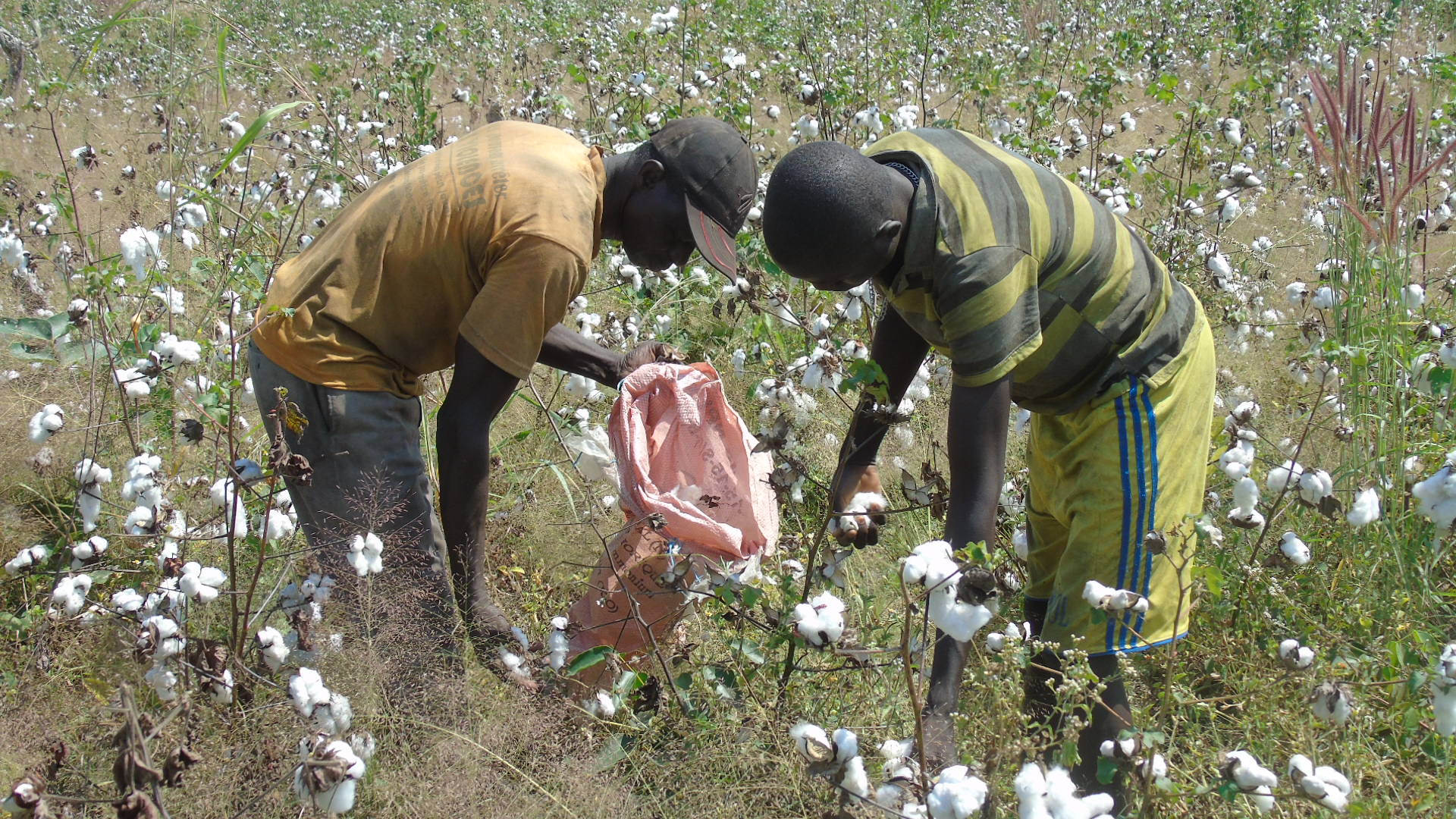
Récolte du coton en Côte d'Ivoire.

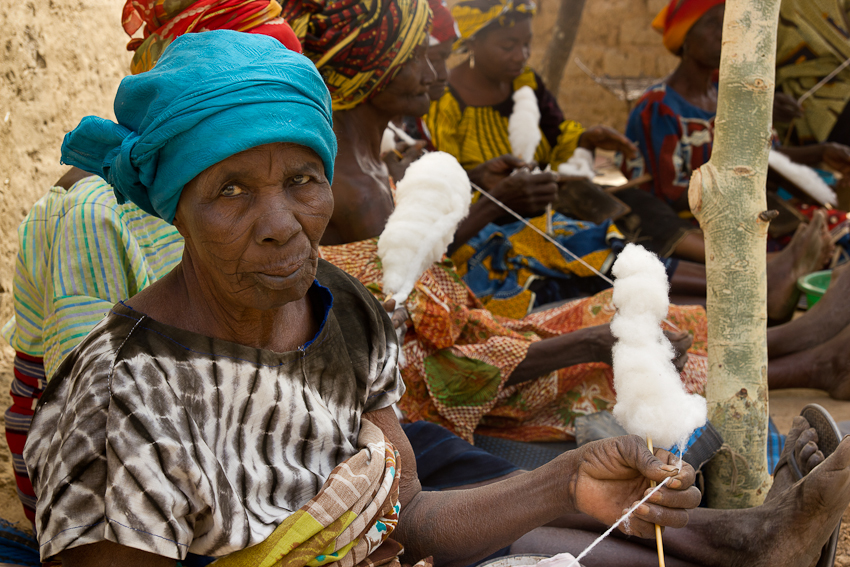
Fileuse de coton dans la région d'Oury (Burkina Faso).

Le coton représente la plus importante source des recettes d’exportation agricole des PMA. Le Bénin, le Burkina Faso, le Tchad et le Mali sont ainsi connus comme le groupe des « Cotton Four » (C4).

#### Conditions biologiques
La savane africaine est distribuée au Nord, à l'Est et au Sud du continent, couvrant une grande partie du territoire. Pour la culture du coton, l’alternance entre climat humide et sec est primordiale, le premier pour son développement et le second pour la maturation des fruits. Or, dans la savane africaine, où le coton pousse le mieux, le climat est caractérisé par une saison humide ainsi qu'une saison sèche pouvant varier de quatre à huit mois. Le sol africain étant déjà assez riche en matière organique, ces sols sont extrêmement enrichis à l’aide d’engrais chimiques. En outre, à la fin de la saison de culture, les plants sont coupés et brûlés directement dans les champs, ce qui permet une remise en circulation directe de la plupart des nutriments, mais réduit la disponibilité du phosphore, qui est essentiel à la croissance végétale. Dans les pays africains à faible pluviométrie, le coton doit être irrigué. C’est le cas d’une grande partie des superficies cultivées en Égypte et de la totalité de celles du Maroc.
Au cours des quarante-cinq dernières années, en Afrique de l'Ouest, les superficies de terres cultivables consacrées au coton sont passées de 1,5 % à 3,5 %. Cette extension des surfaces cultivées en coton s'est accompagnée d'une augmentation des rendements, évoluant de 400 kg/ha au début des années 1960 à 1 t/ha aujourd'hui. Cela pourrait laisser percevoir un épuisement des sols à long terme, ainsi qu'une pollution causée par la sur-utilisation d'engrais chimiques.

#### Conditions sociales et économiques
Dès la deuxième moitié du XIXe siècle, le marché du coton subit des fluctuations qui se perpétueront jusqu'à aujourd'hui. Le commerce du coton prend de l'expansion en Afrique, alors que la guerre de sécession qui se déclare aux États-Unis en 1861 oblige ces derniers à se tourner vers les colonies européennes en Afrique pour s'approvisionner. Dans la première moitié du XXe siècle, le plus grand bassin cotonnier est créé dans les savanes d'Afrique-Équatoriale française (AEF) entre le Cameroun, le Tchad et la République centrafricaine. Compte tenu de l’émergence du coton en Afrique, la Banque mondiale (BM) lance un programme de promotion du coton, dans les années 1970, contribuant à améliorer les moyens d'existence dans les zones de production cotonnière. Dans la très grande majorité des cas, le coton est produit avec relativement peu de moyens et une main-d’œuvre familiale faiblement rémunérée par rapport aux pays développés. Cette culture constitue tout de même une activité génératrice de revenus pour ces familles. De plus, elle est souvent jumelée à des cultures de céréales, comme le mil et le sorgho. Cela permet, grâce aux engrais du coton, d'atteindre une production plus efficace de ces céréales constituant la base de l'alimentation dans la plupart des villages d'Afrique.
Depuis les vingt dernières années, les ménages cultivant le coton ont dû augmenter la surface cultivée allouée au coton pour maintenir les niveaux de production face à la libéralisation du marché, mais aussi pour stabiliser ou même accroître leurs revenus à des moments où les prix internationaux devenaient inférieurs aux coûts de production. Cette stratégie fut utile, à la fin des années 1990, lors du soutien à la production cotonnière, important dans les pays développés. Aujourd'hui, la marchandise des cultures de coton représente 3 à 10 % du PIB pour cinq pays de l'Afrique de l'Ouest.
Malgré tout, les pays d'Afrique ont vu leurs efforts anéantis, lorsqu'en octobre 2001, le prix du coton est tombé à 35 cents la livre, soit un niveau inférieur à son coût de production. Les producteurs africains ne bénéficiant de peu ou pas de protection face aux fluctuations des prix, ils ne pouvaient alors plus faire face à la concurrence, alors qu'autrefois, leur coton était reconnu internationalement pour sa qualité et son prix. À ce moment, quatre pays du Sahel, parmi les plus pauvres de la planète (Tchad, Burkina Faso, Mali, Bénin), ont donc demandé à l’Organisation mondiale du commerce (OMC) la suppression des subventions massives que les États-Unis et l’Union européenne accordent à leurs producteurs,. D'après une étude du Centre International pour le Commerce et le Développement Durable, pour la période 1998-2007 les agriculteurs du monde entier auraient bénéficié d’une augmentation moyenne de 3,5 % du prix du coton, si les États-Unis avaient appliqué les recommandations de l’Organe de Règlement des Différends. Les producteurs africains auraient compté parmi ces bénéficiaires.
Depuis octobre 2002, les prix ont augmenté, mais il ne faut pas se réjouir trop vite, car la Chine, principal intermédiaire cotonnier au monde, a produit moins et acheté plus que les années antérieures, ce qui explique en partie la hausse. En 2007, les prix se maintiennent, à la suite de conditions climatiques défavorables dans les régions productrices comme les États-Unis.

### Coton génétiquement modifié
Le coton génétiquement modifié représentait en 2006 le quart des surfaces cultivées dans le monde et vraisemblablement le tiers de la production mondiale[réf ?].
Les cotons GM sont aujourd’hui produits par la plupart des grands pays producteurs : Chine, États-Unis, Australie et Inde. Le Brésil l'a autorisé en 2006.
En Afrique, l'Afrique du Sud, l'Égypte cultivent du coton GM (génétiquement modifié) en 2012, le Burkina Faso depuis 2003.
En Inde, en 2011, les surfaces cultivées de coton Bt (résistant aux lépidoptères ravageurs) couvrent 10,6 millions d'hectares.
Mais l'exploitation des semences OGM n'est pas sans problème. Le Burkina Faso renonce aux variétés transgéniques en 2016.

### L'impact environnemental du coton
18 millions de tonnes de coton sont produits chaque année. On peut donc qualifier cette culture comme intensive, et cela, entraine un impact important sur l’environnement. Ces conditions varient selon les zones de production en raison du type de culture : mécanisée ou bien manuelle. Mais cette différence de récolte induit tout de même l’usage de grande quantité d’engrais et de pesticides. On estime la consommation de ce dernier à hauteur de 11%,. L’utilisation massive des intrants tels que l’énergie, les insecticides ou ceux cités auparavant appauvrit et dégrade les sols,
De plus, l’exportation du coton engendre une forte pollution provoquant un impact sur la santé des 250 millions de personnes travaillant autour du coton. Par ailleurs, le cotonnier a recours à des machines de plus en plus perfectionnées pour planter, traiter et récolter le coton. Cette culture mécanisée est une aide au quotidien mais nuit à l’environnement. La culture du coton nécessite énormément d’eau. On estime que la production d’un jean implique 7 500 litres d’eau, ce qui correspond à cinquante baignoires.
La réduction de la dépendance de la culture vis-à-vis des pesticides chimiques reste une préoccupation constante des filières cotonnières,C’est pourquoi, un modèle d’aide pour réduire l’usage des pesticides a été développé depuis 2006 : Coton R-Simbad.

### Commerce équitable et coton bioéquitable
En avril 2005, l'association Max Havelaar France lance le premier coton équitable : des producteurs de coton d'Afrique de l'Ouest (Mali, Sénégal, Cameroun, Burkina Faso) entrent dans une démarche de commerce équitable et sont certifiés par Max Havelaar. La même année, son homologue, l'association Bio équitable, devenue bio partenaire en 2011, lance le coton biologique et équitable tout d'abord au Bénin en 2005, puis en Inde en 2007 par l'intermédiaire de l'ONG Himshikha Development Project. Le coton bioéquitable est contrôlé et certifié par un organisme indépendant Écocert.
Le sens de cette nouvelle certification « équitable » doit être précisé :
- il existait déjà des vêtements de coton produits selon les règles du commerce équitable, et distribués en France (notamment dans le réseau Artisans du Monde). Dans ce cas, c'est la transformation du coton et son importation qui répondent aux critères du commerce équitable : la filature du coton et la confection des vêtements sont faites par des petits producteurs engagés dans une démarche à long terme avec des organisations de commerce équitable du Nord ; l'importation des vêtements est faite par une centrale d'importation de commerce équitable. La production du coton lui-même échappe largement aux critères du commerce équitable ;
- la certification de Max Havelaar concerne lui la production du coton, pas des vêtements. C'est donc le premier stade de la filière qui est labellisé. Les stades suivants de la filière ne sont pas soumis aux mêmes critères : les acteurs du reste de la filière (filature, tissage, confection, importation) textile sont « agréés » par Max Havelaar. Cet agrément, contrôlé par des déclarations trimestrielles et des audits physiques ponctuels pour assurer la traçabilité, engage le fournisseur à respecter les normes de l’OIT. Les distributeurs de ces vêtements en coton équitable sont les super et hyper marchés, les boutiques et la vente par correspondance ; soit : Armor Lux, Célio, Cora, Eider, Hacot-Colombier, Hydra, Kindy, La Redoute. Ils ont un simple contrat de licence avec Max Havelaar. Ils gardent le même système de distribution que pour leurs autres produits non certifiés.

Cette certification de Max Havelaar a fait l’objet d’une controverse dans le milieu du commerce équitable, car il s'est accompagné d'un accord avec la société française Dagris, accusée par ses détracteurs d'encourager la culture de coton transgénique en Afrique de l'Ouest (où le coton GM est actuellement peu présent). L'usage d'OGM est en contradiction avec les principes du commerce équitable, à cause de la dépendance économique qu'il entraîne pour les petits producteurs. Cela dit, Dagris, Max Havelaar et les groupements des producteurs ont décidé, conjointement, d'exclure toutes variétés d'OGM des productions bénéficiant du label « coton équitable ».
Certaines sociétés de mode récentes développent des filières où les critères sociaux et environnementaux (coton cultivé suivant les normes de l'agriculture biologique) concernent à la fois la production du coton et les différentes étapes de sa transformation[réf. souhaitée].
En février 2010, une campagne nationale « coupez votre étiquette » est lancée, dans dix villes de France. Le but étant de changer d'étiquette, et de prouver aux grandes marques de prêt-à-porter que les consommateurs veulent du coton équitable. Cette opération est initiée par l’association Max Havelaar France en partenariat avec les associations étudiantes membres d’ACT2e (Actions étudiantes pour le commerce équitable).

## Textile
Le coton est la première fibre textile consommée au monde.

### Caractéristiques de la fibre

#### Pouvoir absorbant
Les fibres de coton ont un bon pouvoir absorbant (environ 8,5 % de leur poids en eau).
C'est pour cette propriété que le coton est majoritairement employé dans le linge de bain (serviettes, gants de toilette, peignoirs).
Il faut cependant rappeler que le coton brut est hydrophobe, et que pour le rendre hydrophile, donc absorbant, il faut le « décirer » à l'aide de solvants chimiques.

#### Pouvoir isolant
Le pouvoir isolant du coton est moyen, cependant, on peut l'améliorer par grattage. Le fait de gratter le tissu rend sa surface pelucheuse. Il peut ainsi retenir l'air réchauffé au contact du corps et « tenir chaud ». Par exemple, les sweats à capuche zippés sont souvent en jersey de coton gratté à l'intérieur.

#### Combustion
Un tissu 100 % coton brûle rapidement, avec une flamme et dégage une odeur de papier brûlé. Il laisse des cendres grises, légères et friables.
Le coton peut être également sujet au surface flash.

#### Action des bases
Les solutions alcalines faiblement concentrées n'altèrent pas les fibres de coton, ce qui permet le blanchiment.
Par contre, une solution de soude (NaOH) concentrée modifie la structure du coton et ses propriétés. Cette capacité de la soude à modifier le coton est utilisée dans la mercerisation (rend les fils de coton brillants) et dans la fabrication des textiles artificiels. La soude avec le disulfure de carbone dissout la cellulose pour produire de la viscose.

#### Action des acides
L'acide sulfurique concentré dissout le coton.
À chaud, l’acide nitrique peut oxyder la cellulose dans une réaction explosive. À froid, il forme un ester : la nitrocellulose ; on utilise ce procédé dans la fabrication de la poudre sans fumée.
L’anhydride acétique agit sur le coton et est utilisé dans la fabrication de l’acétate de cellulose.

#### Action du chlore
Le chlore brûle lentement la fibre de coton.
Le chlore en solution très diluée est employé dans le blanchissement des fibres et des étoffes de coton.

#### Action de la chaleur
Le coton supporte de hautes températures. On peut ainsi bouillir le coton blanc.
D'autre part, le coton supporte le repassage à fer chaud (deux points sur les codes d'entretien). Un fer trop chaud peut néanmoins jaunir le coton blanc.

### Différentes qualités
La qualité d'une fibre de coton en sortie de culture est appréciée selon trois critères :

#### Longueur
Le critère principal de qualité est la longueur de la fibre. La taille varie entre un et quatre centimètres selon les espèces. D’autre part les cotons les plus longs sont également les plus fins : cette finesse garantit de bonnes caractéristiques à la matière, car plus la fibre est longue, plus il est facile de la transformer en fil.
Les fibres très courtes (linters) sont arrachées par des égreneuses spéciales et sont employées pour la fabrication de papiers ou de textiles artificiels sous forme de cellulose régénérée.
C’est en Égypte que sont produites les fibres les plus longues (plus de 3,2 cm). On les appelle « longue soie » ou « longues fibres ».

#### Couleur
La majorité du coton actuellement cultivé est sélectionné pour produire des fibres de couleur la plus blanche possible: La couleur naturelle varie du blanc crème au jaunâtre, mais plus elle est proche du blanc, plus elle est recherchée car l'étape de blanchiment est simplifiée avant la teinture ou l'impression. Cependant, il existe des cotons produisant des fibres naturellement colorées en marron, ocre-rouge, rose, jaune, vert ou bleu. Ces variétés patrimoniales (ou "semences paysannes") autrefois réservées aux esclaves à qui l'utilisation des fibres blanches était interdite font actuellement l'objet de programmes de conservation par des collectionneurs en particulier aux États-Unis d'Amérique et sont utilisées par un marché de niche pour la production de textiles à plus faible impact environnemental.

#### Propreté
Les fibres sont plus ou moins débarrassées de leurs impuretés.

### Qualités des fibres
La fibre de coton est très appréciée car :
- c’est une fibre textile peu coûteuse ;
- le textile obtenu est doux et confortable ;
- la douceur du coton et la possibilité de l’aseptiser en font un textile privilégié pour les vêtements de bébés ;
- elle est hypoallergénique (très peu allergisant) ;
- le coton est très sain pour le contact des muqueuses (d’autres fibres favorisent la macération et donc l’apparition de champignons) ;
- le coton a une bonne perméabilité à l’air : il permet à la respiration cutanée de s’effectuer ;
- le coton est souple grâce au fait que les fibres sont vrillées (elles peuvent s’allonger de 5 à 8 %).

On peut lui faire subir divers traitements :
- on peut le merceriser (rendre brillant à l’aide de soude) ;
- il prend facilement les teintures ;
- on peut facilement imprimer sa surface ;
- on peut améliorer son pouvoir thermique en le grattant ;
- on peut l’empeser à l’aide d’amidon (ex. : bazin).

Il est facile d’entretien :
- il est facile à laver ;
- on peut faire bouillir le coton blanc ;
- on peut le repasser à fer chaud ;
- on peut le nettoyer à sec.

### Inconvénients des étoffes
Malgré ses nombreuses qualités, le coton a néanmoins des inconvénients :
- tendance à rétrécir ;
- pâlissement des teintures avec le temps ;
- sensible à l'humidité : il développe rapidement des moisissures s'il est mal stocké ;
- se déchire facilement.

### Utilisation des fibres

#### Fils
Le coton est utilisé pour faire des fils mats ou brillants (mercerisés).

#### Tissage
Le coton est utilisé pour tisser des étoffes très différentes suivant la taille et la torsion des fils employés et d’autre part de leur mode de tissage.

#### Bonneterie
Le jersey de coton est employé dans la fabrication de nombreux articles de sous-vêtements, pour les T-shirts, les pulls, etc., pour l’homme, la femme et l’enfant.

#### Dentelle
Beaucoup de dentelles et de tulles sont en coton.

#### Ouate
La ouate, ou coton ouaté, est une sorte de coton plus fin et plus soyeux que le coton ordinaire et qui sert pour les pansements et la toilette ou à garnir un vêtement, une couverture, etc., entre la doublure et le dessus.
Dans la culture, une chanson évoque ce produit : C'est la ouate (Caroline Loeb, 1986).

#### Passementerie
Le coton est utilisé dans la fabrication des ganses, tresses, galons et franges.

#### Exemples de tissus
Généralement, on appelle « cotonnades » l'ensemble des tissus réalisés à base de coton :
- calicot (toile servant notamment pour réaliser les banderoles) ;
- chambrai ;
- chintz (toile teinte ou imprimée d’aspect brillant et glacé) ;
- coton à fromage ;
- gabardine ;
- moleskine ;
- nansouk ;
- organdi et organza ;
- percale ;
- piqué ;
- seersucker ;
- taffetas (toile à l’aspect craquant) ;
- tarlatane ;
- toile de Jouy ;
- tissu éponge (serviettes de bain, gants de toilette, etc.) ;
- vichy ;
- jeans (ou denim), toile de coton à armure de serge ;
- bazin ;
- mousseline (toile très fine et transparente au tombé fluide dû au fait qu’elle est réalisée à partir de fils très retordus) ;
- madras (étoffe de coton et soie à carreaux) ;
- jersey de coton (maille employée pour les T-shirts).

## Plante médicinale
Le coton fait partie des plantes utilisées en médecine traditionnelle au Vietnam. Une étude américaine a conclu que le coton pourrait contenir une molécule d'intérêt pour le traitement de l'ostéoporose (maladie qui affecte près de six millions de femmes et deux millions d'hommes rien qu'aux États-Unis). En effet, la solidité de l'os résulte d'un équilibre subtil entre deux types de cellules osseuses : les ostéoblastes, qui s'accumulent dans les os, et les ostéoclastes, qui les fragilisent. Une molécule du coton bloque la dégradation de l'os par les ostéoclastes in vitro jusqu'à 97 % des cellules osseuses en cultures de laboratoire, apparemment sans effets nocifs sur d'autres cellules.

## Symbolique
- Les noces de coton symbolisent la première année de mariage dans le folklore français.
- Le coton est le 1er niveau dans la progression de la sarbacane sportive.
- Dans le calendrier républicain français, le 29e jour du mois de Thermidor est dénommé jour du Coton[58].

### Documentaires
- Sandrine Rigaud, Coton : l’envers de nos tee-shirts, diffusée le mardi 28 novembre 2017 sur France 2.